# Chatuna Lorig
Chatuna Lorig, wcześniej Kwriwiszwili, ros. Хатуна Лориг (Квривишвили), gruz. ხათუნა ქვრივიშვილი-ლორიგი; (ur. 1 stycznia 1974 w Tbilisi) – amerykańska łuczniczka sportowa pochodzenia gruzińskiego. Brązowa medalistka olimpijska z Barcelony (1992) i uczestniczka igrzysk olimpijskich (1996, 2000, 2008, 2012), wicemistrzyni świata (2013) w mikście, trzykrotna mistrzyni Europy (1990, 1992) oraz medalistka igrzysk panamerykańskich.
W trakcie swojej kariery sportowej reprezentowała Związek Radziecki (do 1992 roku), Gruzję (1992-2005) i Stany Zjednoczone (od 2005 roku).
Lorig była chorążym reprezentacji Stanów Zjednoczonych podczas ceremonii zamknięcia igrzysk olimpijskich 2008 w Pekinie.

## Życiorys
Do 1992 roku reprezentowała Związek Radziecki jako Chatuna Kwriwiszwili. W jego barwach zdobyła trzy złote (1990, 1992 indywidualnie; 1990 drużynowo) i brązowy medal mistrzostw Europy (1990 drużynowo). Na igrzyskach olimpijskich 1992 startowała pod flagą Wspólnoty Niepodległych Państw, podobnie jak inni sportowcy pochodzący ze ZSRR.
Po upadku Związku Radzieckiego do 2005 roku, już pod nazwiskiem Kwriwiszwili-Lorig (lub Lorigi), reprezentowała Gruzję na terenie której się urodziła. Ten kraj reprezentowała dwukrotnie na igrzyskach olimpijskich, w 1996 roku w Atlancie, gdzie zajęła 49. miejsce oraz w 2000 roku w Sydney, gdzie indywidualnie była 46., zaś jej drużyna zajęła miejsce 12. Ostatecznie Kwriwiszwili postanowiła opuścić Gruzję, gdyż kraj nie był w stanie zapewnić jej odpowiedniego przygotowania treningowego. 
Od 1996 roku mieszkała już w Stanach Zjednoczonych, gdzie osiedliła się na stałe. Przez kilka lat nie widziała się z rodzicami i bratem, którzy zostali w ojczyźnie. Na amerykańskie obywatelstwo poprzez natualizację, uprawniające ją do startu olimpijskiego w barwach tego kraju czekała osiem lat tracąc przy tym możliwość udziału w igrzyskach olimpijskich 2004 w Atenach. W międzyczasie wyszła za mąż, a potem rozwiodła się. Lorigi reprezentowała Stany Zjednoczone na igrzyskach dwukrotnie, w Pekinie zajęła miejsce 5., zaś w 2012 roku w Londynie była czwarta indywidualnie i szósta drużynowo. Ponadto, w Pucharze Świata w 2010 zajęła pierwsze miejsce zdobywając złoty medal w mikstście. W 2013 roku na mistrzostwach świata zdobyła srebrny medal (mikst). Odnosiła także sukcesy na igrzyskach panamerykańskich zdobywając indywidualnie złoto (2015) oraz drużynowo srebro (2011) i brąz (2015).
W 2012 roku Lorig przygotowywała aktorkę Jennifer Lawrence do scen łuczniczych, do jej roli w filmie Igrzyska śmierci.
Ma syna Lewana, który również zajmuje się łucznictwem. Potrafi mówić w języku gruzińskim, rosyjskim i angielskim.

## Osiągnięcia
Igrzyska olimpijskie
- drużynowo (1992)

Mistrzostwa świata
- mikst (2013)

Mistrzostwa Europy
- indywidualnie (1992); drużynowo (1990, 1992)
- indywidualnie (1990)